# الجندية (العدين)

تعديل مصدري - تعديل

الجندية محلة تابعة لقرية الماجل، التابعة لعزلة قصع حليان بمديرية العدين إحدى مديريات محافظة إب في الجمهورية اليمنية.، بلغ تعداد سكانها 200 حسب تعداد اليمن لعام 2004.